# مرسی گریوز
مرسدس «مرسی» گریوز (به انگلیسی: Mercy Graves) یک شخصیت خیالی در کتاب‌های کامیک آمریکایی منتشر شده توسط دی‌سی کامیکس است. شخصیت مرسی گریوز توسط پال دینی و بروس تیم خلق شده‌است؛ که برای اولین بار در مجموعه تلویزیونی سوپرمن: مجموعه پویانمایی (۱۹۹۶)، به عنوان دستیار و محافظ شخصی لکس لوتر حضور پیدا کرد. او از آن زمان تا کنون به کتاب‌های کامیک منتشر شده توسط دی‌سی کامیکس نقل مکان کرد.
تائو اوکاموتو در فیلم لایو اکشن بتمن در برابر سوپرمن: طلوع عدالت (۲۰۱۶) وظیفه بازی در این نقش را بر عهده داشت. رونا میترا در مجموعه تلویزیونی سوپرگرل در این نقش ظاهر شد. همچنین ناتالی گامید در فصل دوم سریال تایتان‌ها، و مایا ارسکین در فیلم پویانمایی رایانه‌ای ابر حیوانات لیگ دی‌سی (۲۰۲۲) در نقش مرسی گریوز ظاهر شد.